# 北美乔松

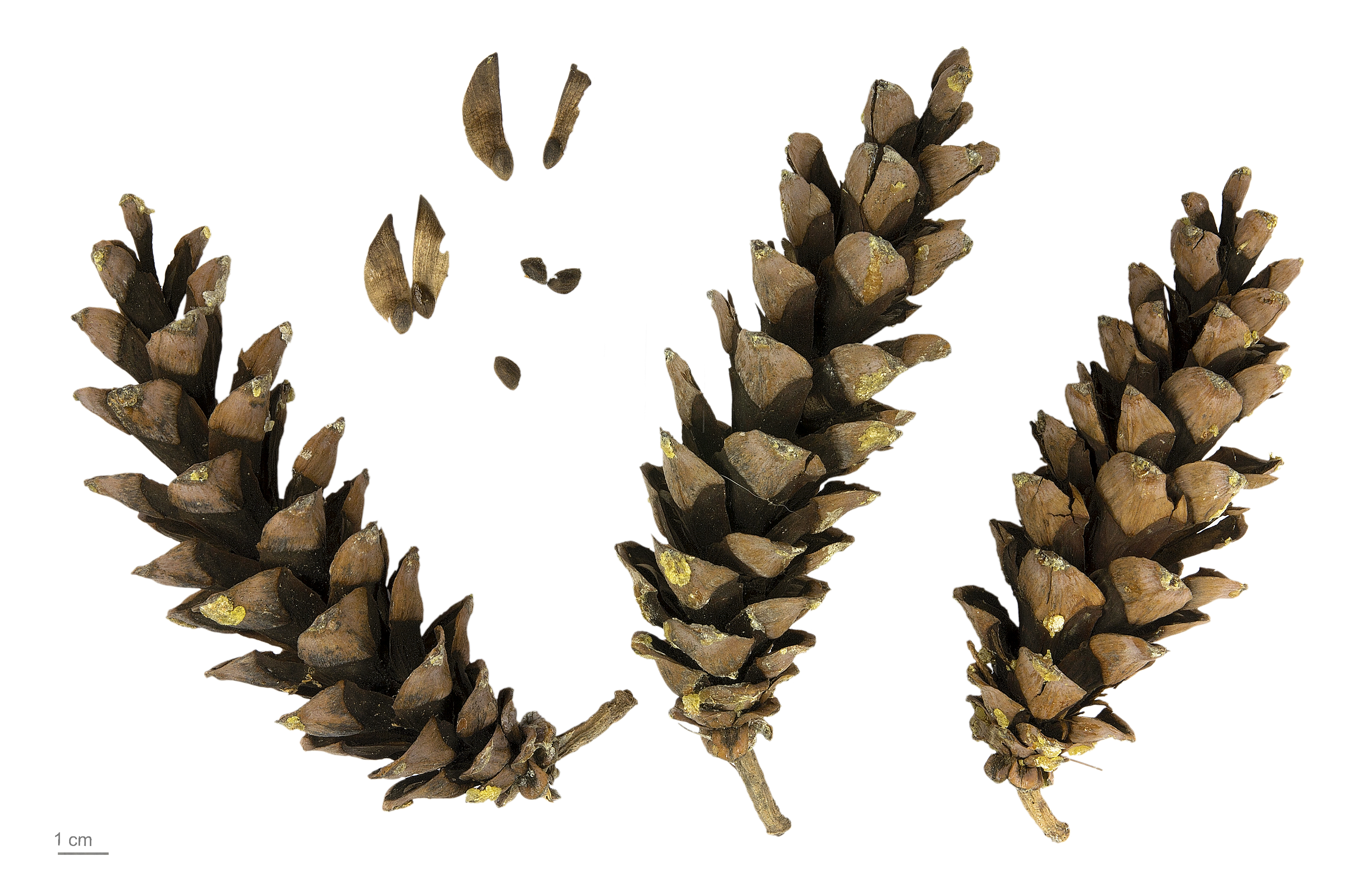
Pinus strobus

北美乔松（学名：Pinus strobus）是松科松属的植物。原生長於北美洲東部。

## 别名
美国五针松、美国白松（东北木本植物图志）。

## 象徵
北美乔松是美國東北部新英格蘭地區的象徵，雖然新英格蘭地區沒有官方旗幟，但許多版本的非官方旗幟均繪有北美乔松。